# Japanpileurt
Japanpileurt (Fallopia japonica), japanboghvede eller japansk pileurt, er en op til 2,5 meter høj, bestanddannende urt, der vokser i krat og ved veje og vandløb. Navnet skrives ofte japan-pileurt. Planten er en invasiv art i Danmark, og når den først er etableret, er den meget vanskelig at fjerne, hvilket gør tidlig bekæmpelse nødvendig.

## Taksonomi
Det videnskabelige navn for japanpileurt har synonymerne: Reynoutria japonica og Polygonum cuspidatum.

## Udseende
Japanpileurt er en kraftigt voksende flerårig urt med tueformet vækst. Stænglerne er kraftige, hule, rødplettede og forgrenede øverst, og de er ofte rødlige i toppen. Bladene er spredte, læderagtige og ægformede med lige afskåret grund. De er helrandede med græsgrøn overside og lysegrøn underside.
Blomstringen sker i september-oktober, hvor der dannes mangeblomstrede, hængende aks fra de øverste bladhjørner. De enkelte blomster er små og flødehvide. Frøene er trekantede nødder, men det vides ikke, om de modnes ordentligt i Danmark.
Når planten visner ved frosten, overvintrer det store rodnet.

### Rodnet
Planten har et meget dybtliggende rodnet som kan nå 2 meter ned i jorden og brede sig 15 meter fra voksestedet, rodnettet består af jordstængler og trævlerødder. Jordstænglerne har en karakteristisk, orange kerne med en gul ring uden om. De fleste planter i Danmark er vegetativt formerede, og den spredes både som afskårne stængelstykker og som rodstumper. Blot en jordstængel på 1 cm eller et stykke bladstængel kan danne en ny plante. Disse rodstængler spredes let med haveaffald og fyldjord eller med vand i forbindelse med erosion. Modsat mange andre stauder, tåler dens stængler også udtørring, som efter ca. en uge i vand skyder igen.
Jordstænglerne har evnen til at bryde gennem murværk, beton, asfalt mv.

## Voksested
Arten har sit hjemsted i Japan, hvor den bliver opfattet som en meget tilpasningsdygtig pionerplante på nydannet, vulkansk jord (som f.eks. på Fuji-bjerget).
I Danmark er japanpileurt ret almindelig i hele landet og den vokser både i krat, ved veje, vandløb og på affaldspladser (især lossepladser for haveaffald), jernbanearealer, ubebyggede arealer ved byområder, restarealer (ruderater), samt ved kyster.
Den foretrækker lysåbne arealer, men kan godt overleve i skygge under træer i hegn og småbiotoper. Den kan vokse stort set alle steder og tåler tørke, saltpåvirkning og vind.

## Invasiv art
Japansk pileurt anses for at være en invasiv art i Danmark og har formået at udnytte en niche, hvor den relativt uden pres kan formere sig hurtigt. Pileurten skygger den naturlige vegetation ihjel og forringer de landskabelige og rekreative værdier, når den omdanner lysåbne arealer til tætte uigennemtrængelige bevoksninger. Den breder sig hurtigt og kan på et år sætte 7 m lange rodudløbere. Den forsøges derfor lokalt såvel som på landsplan bekæmpet.
Selvom der findes en snylter ved navn Aphalara itadori (en bladlus), der kun spiser japanpileurten i sit hjemsted, kan den stadigvæk være til gene i Japan. Da der ikke findes nogen snylter eller planteæder herhjemme, der har specialiseret sig til japanpileurten, kan denne urt brede sig uden besvær og på få år overtage store arealer.
Planten breder sig (endnu) kun vegetativt, da dens frø ikke er spiredygtige i Danmark, men det frygtes, at den vil tilpasse sig vores klima og udvikle spiredygtige frø. Den vegetative spredningsevne er til gengæld meget stor, da den både kan formere sig vegetativt ved rodskud og via stumper af rod- og bladstængler.

### Bekæmpelse
Alle dele af planten kan gro hvilket gør det svært at udrydde den. Japansk Pileurt kan udryddes lokalt ved opgravning og efterfølgende effektiv rodstikning i nogle år. Da den kun vanskeligt spredes uden hjælp fra mennesker, vil der herefter ikke være behov for nogen indsats. Afgræsning eller slåning kan tilsyneladende ikke udrydde den, men det kan stoppe dens vegetative spredning.
Det er særligt udfordrende at gøre det selv i haven, så professionel rådgivning anbefales. Selv de mindste rodfragmenter på sin spade kan sprede planten til andre dele af haven. Planteaffald bør aldrig lægges på kompost eller i den organiske affaldsbeholder, da dette vil få planten til at sprede sig til andre dele af Danmark. I stedet skal planteaffaldet bortskaffes med restaffald til forbrænding på affaldsforbrændingsanlægget. Planten bør fjernes så tidligt som muligt. Når den først har etableret sig, er den eneste løsning ofte at fjerne jorden i en større radius og mindst to meter dybt omkring planten ved hjælp af en gravemaskine.[kilde mangler]
En bladlus, Aphalara itadori, og en parasitisk bladpletsvamp i slægten Mycosphaerella har vist sig som lovende nye biologiske bekæmpelsesmidler. Aphalara itadori er en primært monofagisk bladlus og spiser derfor målrettet Japansk-Pileurt (deraf navnet, itadori, som er det japanske navn for planten). Studier har indikeret at A. itadori udsætning ville resultere i udbredt løvfald for Fallopia spp. såvel som tab af biomasse i rodlaget. Grevstad et. al. viste i 2013 en mere end 50% reduktion i biomasse efter 50 dage på F. sachalinensis og F. x bohemica (hybrid-art mellem Kæmpe-Pileurt og japanpileurt). Siden 2010 er der blevet udsat Aphalara itadori i Storbritannien for at bekæmpe Japansk Pileurt. Det er første gang i Europa at et biologisk bekæmpelsesmiddel godkendes og tages i anvendelse på nationalt niveau.

## Galleri
| |
| - Visnede stammer - japanpileurt i Calais, Frankrig - Planten danner tætte, uigennemtrængelige krat - Jordstængler gennemtrænger oliegrus, en type let asfalt - Roden af en tør stamme - Unge blade |